# Szentgyörgyválya
Szentgyörgyválya (románul: Valea Sângeorgiului) falu Romániában, Erdélyben, Hunyad megyében.

## Fekvése
Pusztakalántól légvonalban hat km-re északkeletre található.

## Nevének eredete
Nevének utótagja a román valea szóból való, melynek jelentése 'patak'. Először 1392-ben Pathak, később 1447-ben Walya, 1499-ben Walya alio nomine Zekespathak, 1760–1762-ben Szent György Válya, 1808-ban Válje Szingyorcsuluj néven említették.

## Története
A Rákócziak és Barcsay Ákos idején fejedelmi birtok, a 17. századtól legnagyobb birtokosa a Buda család volt. A család a 19. század elejétől heti hat nap robotot követelt parasztjaitól.
- 1910-ben 622 lakosából 584 volt román és 25 magyar anyanyelvű; 575 ortodox, 16 református, 6 zsidó és 3 római katolikus vallású.
- 2002-ben 324 lakosából 321 volt román és 2 magyar nemzetiségű; 300 ortodox és 15 pünkösdista vallású.

## Híres emberek
- Itt született 1912. június 30-án Szőts István filmrendező.